# Ihtis
Ihtis (grč. ἰχθύς: ikhthys - riba) je kršćanski simbol koji je već u prvoj Crkvi korišten kao akronim za izraz: »Isus Krist, Božji Sin, Spasitelj.«

## Značenje i izgled
Rana usmena predaja, koja je kasnije uzela i pisani oblik, pripovijeda da je u vrijeme progona kršćana u Rimskom Carstvu riba korištena kao kršćanski znak raspoznavanja, jer grčka riječ ἰχθύς u sebi krije početna slova izraza Ιησούς Χριστός Θεού υιός σωτήρ:
ΙΗΣΟΥΣ  (Iēsoûs »Isus«)
ΧΡΙΣΤΟΣ  (Christós »Krist - Pomazanik«)
ΘΕΟΥ  (Theoû »Božji«)
ΥΙΟΣ  (Hyiós »Sin«)
ΣΩΤΗΡ  (Sōtér »Spasitelj«)
Kao crtani simbol, koristio se jednostavan prikaz ribe koji se sastojao od dvije zakrivljene linije, a nađeni su i kružni simboli, za koje se pretpostavlja da uključuju slova grčke riječi ἰχθύς.

## Povijest
Povijesno nije sigurno da su ga već prvi kršćani koristili kao znak raspoznavanja, to jest kao tajnu lozinku.
Ipak, motiv ribe pojavljuje se već u 2. stoljeću u grafitima u katakombama svetog Kalista u Rimu, a kasnije i na mozaicima kršćanskih crkava. Oko 200. godine kršćanski pisac Tertulijan u svome se kršćanskoj pouci o krštenju (De baptismo) poigrava motivom ribe, govoreći da su kršćani »ribice, po primjeru [ΙΧΘΥΣ] Isusa Krista, rođeni u vodi.«
Ta se Tertulijanova usporedba temelji na evanđeoskim izvještajima u kojima Isus čudesno hrani 5.000 ljudi kruhom i ribama (usp. Evanđelje po Marku 6,30-44; Evanđelje po Mateju 14,15-21; Evanđelje po Luki 9,12-17; Evanđelje po Ivanu 6,4-13), ili pak na Isusovu pozivu Petru i njegovu bratu Andriji, kad im kaže da će ih učiniti »ribarima ljudi« (ups. Evanđelje po Marku 1,17).
Među slične rane kršćanske znakove pripadali su i Hi-ro i znak sidra.
| Portal:Kršćanstvo | Portal: Kršćanstvo |